# Holmfrid Olsson
Holmfrid Olsson, född 20 maj 1943, död 27 januari 2009, var en svensk skidskytt och OS-medaljör. Han tog en bronsmedalj under Olympiska vinterspelen 1968 i Grenoble.
Olsson deltog i stafettlagen som tog brons under Världsmästerskapen i skidskytte 1966 och 1967.
Holmfrid Olsson var född och uppvuxen i den lilla byn Gränsbo vid norska gränsen mellan skidorterna Sälen och Trysil. Familj; hustru Tove och döttrarna Agneta och Kristina med familjer. Barnbarnet Karl Grönland är nu 2023, framgångsrik juniorskidskytt.